# Midnight Marauders
Albums de A Tribe Called Quest
Revised Quest for the Seasoned Traveller
(1992) Beats, Rhymes and Life
(1996)
Singles
1. Award Tour
Sortie : Novembre 1993
2. Electric Relaxation
Sortie : 1994
3. Oh My God
Sortie : 30 mai 1994

Midnight Marauders est le troisième album studio du groupe A Tribe Called Quest, sorti le 9 novembre 1993.
L'album s'est classé 1er au Top R&B/Hip-Hop Albums et 8e au Billboard 200 et a été certifié disque de platine par la Recording Industry Association of America (RIAA) le 11 janvier 1995.

## Pochettede l’album
Afin de rendre hommage aux personnalités de hip-hop de l'époque que le groupe respectait, tant pour leur travail que pour leurs actions, A tribe Called Quest a mis le portrait des artistes (rappeurs et DJ) suivants sur la pochette de l'album : Afrika Bambaataa, AMG, Ant Banks, Awesome Two, Beastie Boys (Mike D, Ad-Rock et MCA), Black Moon, Busta Rhymes, Casual, Chi Ali, Chuck D, The Cold Crush Brothers (Almighty KG, Charlie Chase, Easy AD, Grandmaster Caz et DJ Tony Tone), Daddy-O, Dallas Austin, Del the Funky Homosapien, Diamond D, Doug E. Fresh, De La Soul (Posdnuos, Dave et Mase), DJ Jazzy Joyce, Kool DJ Red Alert, DJ Ron G, DJ Silver D, Dr. Dre, Grandmaster Flash, Heavy D, Ice-T, Jazzy Jay, Jungle Brothers (Afrika Baby Bam et Mike G), Kid Capri, Kool Moe Dee, Large Professor, Lords of the Underground, MC Lyte, MC Serch, Neek the Exotic, Organized Konfusion, The Pharcyde (Fatlip, Imani, Romye et Slim Kid Tre), Pete Nice, Puff Daddy, Rashad Smith, Rock Steady Crew (Crazy Legs, Mr. Wiggles, Pee Wee Dance et Ruel), Skeff Anselm, Souls of Mischief, Special Ed, Sweet Tee, Too $hort, Whodini (Grandmaster Dee) et Zulu Nation Supreme Council.
La pochette a été produite en trois couleurs différentes : verte, rouge et noire, cette dernière étant la plus rare. Le livret l'accompagnant liste les artistes représentés sur la pochette.

## Liste des titres
| No  | Titre                                  | Auteur | Contient un (des) sample(s) de                                                                                           | Durée |
| --- | -------------------------------------- | --- | --- | ----- |
| 1.  | Midnight Marauders Tour Guide          | Jonathan Davis, Ali Shaheed Muhammad, Malik Taylor                                                                               | Aquarius de Cal Tjader                                                                                                   | 0:45  |
| 2.  | Steve Biko (Stir It Up)                | Jonathan Davis, Ali Shaheed Muhammad, Malik Taylor                                                                               | Ekim de Michael Urbaniak Blackstone Legacy de Woody Shaw                                                                 | 3:11  |
| 3.  | Award Tour (featuring Trugoy the Dove) | Jonathan Davis, Ali Shaheed Muhammad, Malik Taylor                                                                               | We Gettin' Down de Weldon Irvine Lowdown de Charles Earland Olinga de Milt Jackson Hobo Scratch de Malcolm McLaren       | 3:46  |
| 4.  | 8 Million Stories                      | Jonathan Davis, Ali Shaheed Muhammad, Malik Taylor, Skeff Anselm                                                                 | Bettina de Bola Sete Over the Rainbow des Ohio Players                                                                   | 4:30  |
| 5.  | Sucka Nigga                            | Jonathan Davis, Ali Shaheed Muhammad, Malik Tay, Freddie Hubbard                                                                 | Red Clay de Jack Wilkins M.C. Battle de Busy Bee and Rodney Cee                                                          | 4:05  |
| 6.  | Midnight (featuring Raphael Saadiq)    | Jonathan Davis, Ali Shaheed Muhammad, Malik Taylor                                                                               | Psychadelic Shack d'Albino Gorilla North Beach de George Duke                                                            | 4:25  |
| 7.  | We Can Get Down                        | Jonathan Davis, Ali Shaheed Muhammad, Malik Taylor                                                                               | Martin's Funeral de Bill Cosby The Big Beat de Billy Squier My Melody d'Eric B. and Rakim                                | 4:19  |
| 8.  | Electric Relaxation                    | Jonathan Davis, Ali Shaheed Muhammad, Malik Taylor                                                                               | Mystic Brew de Ronnie Foster Outside Love de Brethren Dreams de Ramsey Lewis                                             | 4:04  |
| 9.  | Clap Your Hands                        | Jonathan Davis, Ali Shaheed Muhammad, Malik Taylor, Bob James, Leo Nocentelli, George Porter Jr., Cyril Neville, Ziggy Modeliste | Nautilus de Bob James Hand Clapping Song des Meters Ode to Billy Joe de Lou Donaldson                                    | 3:16  |
| 10. | Oh My God                              | Jonathan Davis, Ali Shaheed Muhammad, Malik Taylor                                                                               | Who's Gonna Take Weight de Kool and The Gang Why Can't People Be Colors Too? des The Whatnauts Absolutions de Lee Morgan | 3:29  |
| 11. | Keep It Rollin                         | Jonathan Davis, Ali Shaheed Muhammad, Malik Taylor, William Mitchell                                                             | Feel Like Making Love de Roy Ayers                                                                                       | 3:05  |
| 12. | The Chase, Pt. II                      | Jonathan Davis, Ali Shaheed Muhammad, Malik Taylor, Steve Arrington, Victor Godsey, Buddy Hankerson                              | Beddie Biey de Steve Arrington Nobody Beats the Biz de Biz Markie                                                        | 4:02  |
| 13. | Lyrics to Go                           | Jonathan Davis, Ali Shaheed Muhammad, Malik Taylor                                                                               | Just Enough Room for Storage de James Brown Inside My Love de Minnie Riperton Mixed Up Cup de Clyde McPhatter            | 4:09  |
| 14. | God Lives Through                      | Jonathan Davis, Ali Shaheed Muhammad, Malik Taylor                                                                               | Dig On It de Jimmy McGriff On Love de David T. Walker Oh My God de A Tribe Called Quest                                  | 4:15  |

## Divers
Midnight Marauders est également le titre d'une chanson du groupe néo-zélandais Fat Freddy's Drop sortie en 2007.